# Alistair Fielding
Alistair Fielding (né le 3 mars 2000 à Bournemouth en Angleterre) est un coureur cycliste britannique, d'origine écossaise. Il est spécialiste des épreuves de vitesse sur piste.

## Biographie
Alistair Fielding est issu d'une famille écossaise, c'est pourquoi il a concouru pour l'Écosse aux Jeux du Commonwealth, même s'il a grandi dans le Dorset, dans le Sud-Ouest de l'Angleterre.
En 2017, il termine troisième de la vitesse par équipes aux championnats du monde juniors (moins de 19 ans) avec Hamish Turnbull et Lewis Stewart. L'année suivante, il devient champion de Grande-Bretagne de vitesse juniors. Il est ensuite accepté dans le programme de la British Cycling Senior Academy pour la saison 2018-2019. Pour soutenir ses ambitions sportives, sa famille déménage du Dorset à Derby, à proximité du vélodrome local.
Il devient champion d'Europe de vitesse par équipes espoirs (moins de 23 ans) en 2021. La même année, il représente la Grande-Bretagne pour la première fois chez les élites aux championnats d'Europe et du monde. En 2022, il devient champion de Grande-Bretagne de vitesse par équipes, puis représente l'équipe d'Écosse aux Jeux du Commonwealth. En août, il décroche la médaille de bronze en vitesse par équipes aux championnats d'Europe de Munich, sa première médaille internationale chez les élites. Il obtient également le bronze en vitesse par équipes aux mondiaux de Saint-Quentin-en-Yvelines.
En 2023, Carlin, Turnbull et Joseph Truman sont devenus vice-champion d'Europe et l'année suivante, l'équipe britannique avec Fielding termine quatrième.

## Palmarès sur piste

### Championnats du monde
| Édition / Épreuve              | Vitesse par équipes |
| Montichiari 2017 (juniors)     | Bronze              |
| Roubaix 2021                   | 5e                  |
| Saint-Quentin-en-Yvelines 2022 | Bronze              |

### Championnats d'Europe
| Épreuve / Édition        | Vitesse par équipes |
| Gand 2019 (espoirs)      | 8e                  |
| Apeldoorn 2021 (espoirs) | Or                  |
| Granges 2021             | 4e                  |
| Munich 2022              | Bronze              |
| Granges 2023             | Argent              |
| Apeldoorn 2024           | 4e                  |

### Championnats de Grande-Bretagne
- 2018
  -  Champion de Grande-Bretagne de vitesse juniors
- 2019
  - 2e de la vitesse par équipes
- 2020
  - 2e de la vitesse par équipes
  - 3e de la vitesse
- 2022
  -  Champion de Grande-Bretagne de vitesse par équipes